# Хунор и Магор
Хунор и Магор (Hunor, Magor) според прочута унгарска легенда са прародителите на хуните и маджарите. Те са основатели на хуно-българската династия Дуло.
Двата принца са синове на цар Нимрод, син на Тана и са родени в Скития. По други източници те са синове на Яфет и са живели на остров Крим на Черно море.
В легендата се разказва за един вълшебен елен (Csodaszarvas), който е подгонен за лов от Хунор и Магор. Еленът изчезнал изведнъж безследно. Хунор и Магор чуват изведнъж небесно пеене и проследяват звуците, докато стигат до едно езеро, в което се къпят красиви млади момичета. Момичетата побягнали. Две от тях били дъщерите на аланския княз Дула. Прицовете ги проследяват и като срещнали момичетата се влюбват в двете сестри и се женят за тях. Наследниците на Хунор са хуните, тези на Магор са маджарите (унгарците).
Легендата напомня за ранните връзи на унгарците с техните кавказки и протобългарски – хунски съседи.